# 목선 (드라마)
《목선》은 1983년 9월 10일에 방영된 TV문학관이다.

## 줄거리
열 살 때부터 머슴살이를 해서 모은 돈으로 뒤늦게 장가를 든 석주(백윤식)는 김을 뜯어서 돈을 벌어 마침내 채취선을 사게 된다. 그러나 7살이나 아래로 되어 있던 호적 때문에 29살 나던 해 군대에 들어가게 되는데...

## 출연
- 백윤식
- 하미혜
- 백수련
- 최선자
- 김성환
- 노영화
- 김인문
- 곽경환
- 안병경
- 백준기
- 윤성국
- 이현두
- 이원종
- 송석호
- 장희진
- 곽정희
- 김소유
- 송동섭
- 이성호
- 김기복
- 안대선
- 이종민
- 이현주